# Holenarasipura
Holenarasipura è una città dell'India di 27.018 abitanti, situata nel distretto di Hassan, nello stato federato del Karnataka. In base al numero di abitanti la città rientra nella classe III (da 20.000 a 49.999 persone).

## Geografia fisica
La città è situata a 12° 46' 58 N e 76° 14' 35 E e ha un'altitudine di 849 m s.l.m..

## Società

### Evoluzione demografica
Al censimento del 2001 la popolazione di Holenarasipura assommava a 27.018 persone, delle quali 13.701 maschi e 13.317 femmine. I bambini di età inferiore o uguale ai sei anni assommavano a 2.977, dei quali 1.563 maschi e 1.414 femmine. Infine, coloro che erano in grado di saper almeno leggere e scrivere erano 19.703, dei quali 10.674 maschi e 9.029 femmine.